# Ударник (Ленинградская область)
Ударник — деревня в Кузёмкинском сельском поселении Кингисеппского района Ленинградской области.

## История

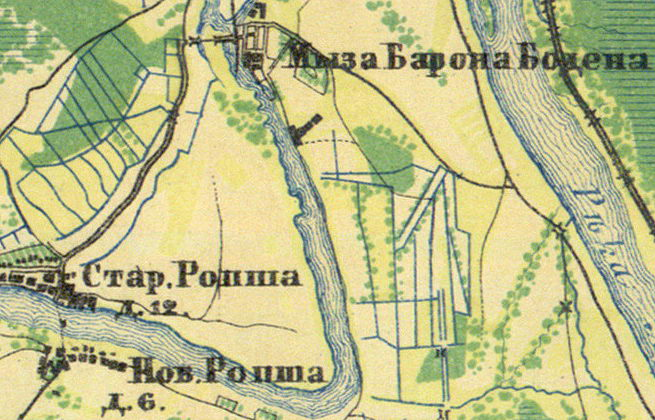
Земли деревни Ударник на карте 1860 года

Согласно данным переписи населения СССР 1926 года в населённом пункте бывшая мыза Ропша Больше-Кузёмкинского сельсовета Наровской волости Кингисеппского уезда проживали 19 человек, большинство эстонцы, а также латыши.
В начале 1930-х годов бывшая помещичья усадьба барона де Боде стала центром нового колхоза, который получил название «Ударник».

План деревни Ударник. 1938 год

Согласно топографической карте 1938 года деревня называлась Ударник-Ропша и насчитывала 15 дворов.
В 1946 году был организован совхоз «Ударник-Ропша», привлёкший для работы крестьян из Кировской, Рязанской и других областей России. 
В конце 1960-х — начале 1970-х годов на противоположном берегу реки Мертвицы была построена центральная усадьба совхоза «Ударник-Ропша». Возведены 5-этажные жилые дома, появились школа, детский сад, столовая, магазин, баня.
По данным 1966, 1973 и 1990 годов деревня Ударник входила в состав Кузёмкинского сельсовета Кингисеппского района.
В 1997 году в деревне проживали 44 человека, в 2002 году — 43 человека (русские — 93 %), в 2007 году — 52, в 2010 году — 50.

## География
Деревня расположена в северо-западной части района на автодороге 41К-109 (Лужицы — Первое Мая).
Расстояние до административного центра поселения — 1 км.
Расстояние до ближайшей железнодорожной станции Усть-Луга — 18 км.
Деревня находится на берегу реки Мертвица между деревнями Ропша и Большое Кузёмкино.

## Демография
| 2007 | 2010 | 2017 |
| ---- | ---- | ---- |
| 52   | ↘50  | ↘46  |

### Национальный состав
Согласно данным Всероссийской переписи населения 2021 года в деревне проживали 20 человек, из них:
 русские — 15, узбеки — 3, марийцы — 1, украинцы — 1 человек.

## Улицы
Красноармейский проезд, Малая, Полевая, Прибрежная, Цветочная, Яблоневая.